# 정예나 (골프 선수)
정예나(1988년 10월 21일 ~)은 대한민국의 골프 선수이다.

## 프로필
- 출생: 1988년 10월 21일
- 신체: 174cm, B형
- 데뷔: 2006년 KLPGA 입회
- 소속:
- 학력: 한양대학교 생활체육학과 학사

## 학력
- 오륜중학교 (졸업)
- 이화여자고등학교 (졸업)
- 한양대학교 생활체육학과 (졸업)

## 수상
- 2016KLPGA 윈터 투어 한국투자증권 챔피언십 우승
- 2013CLPGA 상금왕20112012 KLPGA 정규투어 시드전 본선 2위
- 2011KLPGA 강산 볼빅 드림투어 1차전 우승* * * * 2010KLPGA 강산 볼빅 드림투어 5차전 2위* * * * 2010KLPGA 강산 볼빅 드림투어 3차전 3위